# Hans Kluge

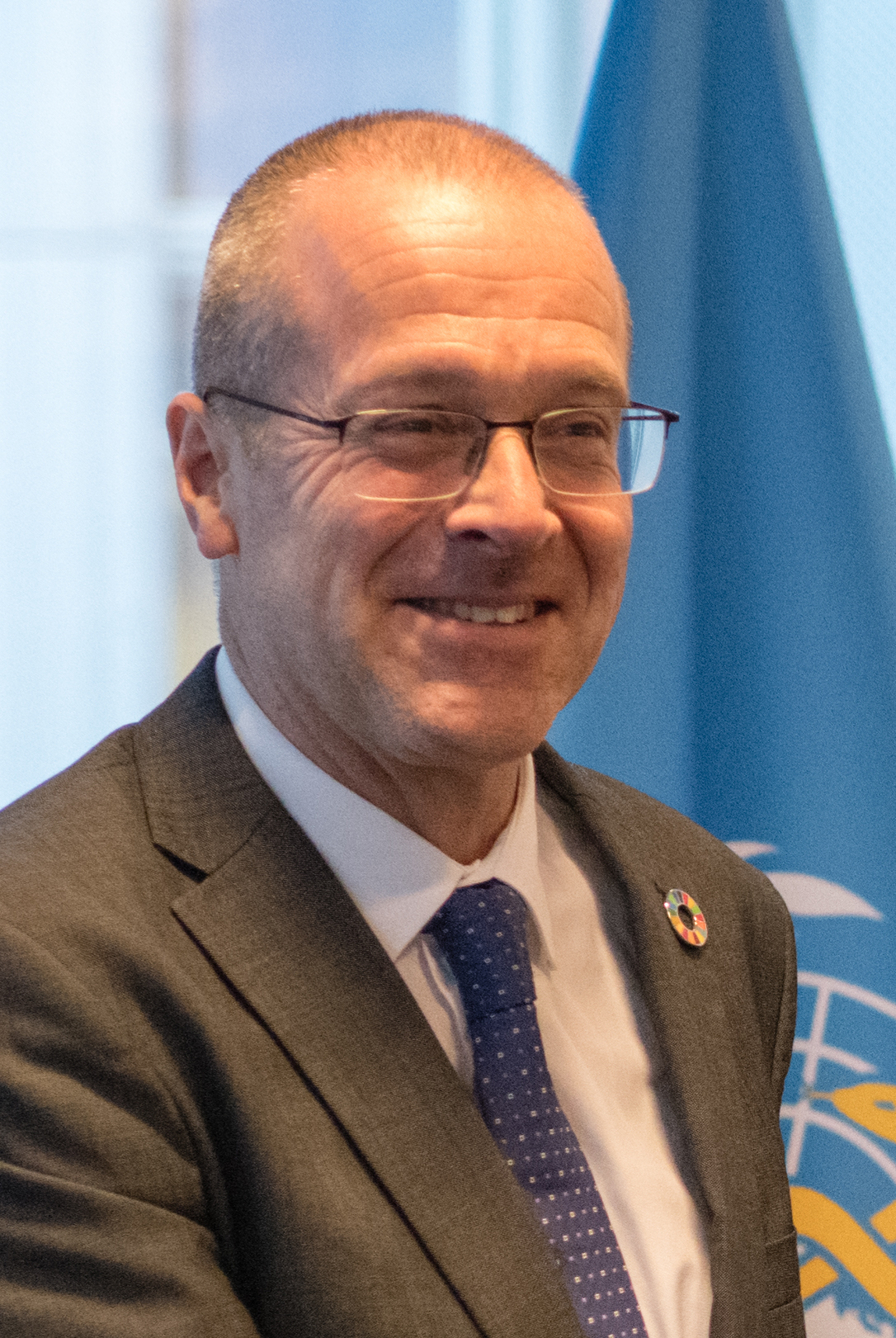
Hans Kluge em 2024

Hans Henri P. Kluge ( nascido em 1968, Roeselare ) é um médico e cirurgião belga que foi nomeado Director Regional para a Europa na Organização Mundial da Saúde em 1 de fevereiro de 2020.